# Panicum strictissimum
Panicum strictissimum là một loài thực vật có hoa trong họ Hòa thảo. Loài này được Afzel. ex Sw. mô tả khoa học đầu tiên năm 1829.